# Ricordea yuma
Ricordea yuma is een Corallimorphariasoort uit de familie van de Ricordeidae. De wetenschappelijke naam van de soort is voor het eerst geldig gepubliceerd in 1900 door Carlgren.